# Träbearbetningsmaskiner

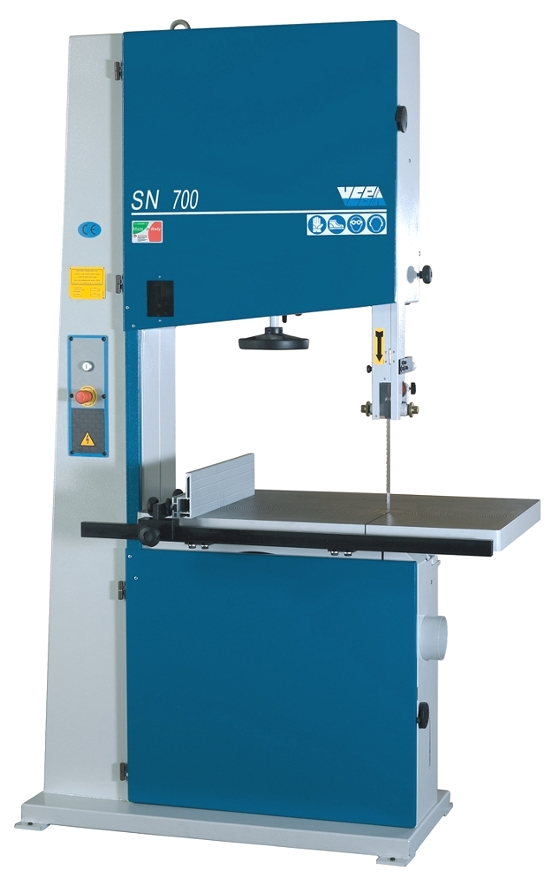
Bandsåg, en typ av träbearbetningsmaskin.

Träbearbetningsmaskiner är ett samlat begrepp för maskiner för att bearbeta trä. Det har tidigare funnits en större svensk tillverkning av träarbetsmaskiner för den svenska möbelindustrin och träindustrin.

## Bandsågar
Bandsåg är en maskin som har ett band av stål med sågtänder som ligger över två hjul. Bandsågar finns i olika storlekar och används till allt från figursågning med en vertikal maskin till klyvning av timmer med en vertikal (Stående bandsåg) eller horisontell maskin (liggande bandsåg).

## Borr och stämmaskiner
- Borrmaskiner finns olika speciellt utvecklade för träindustrin, varav kan nämnas långhålsborrmaskin för att borra tapphål i arbetsstycken för till exempel sarg i bord och stolar. Flerspindliga borrmaskiner för att kunna borra flera hål samtidigt med varierande avstånd ifrån varandra.

## Putsmaskiner
- Långbandsputsmaskin (eller Långbandputs) är en slipmaskin med två rullar placerade vågrätt ca 2,5 meter till 3 meter ifrån varandra. Under bandet befinner sig ett bord som är rörligt på skenor, bordet går att ställa i höjdled för olika tjocklek på arbetsstycken.

## Fräsmaskiner

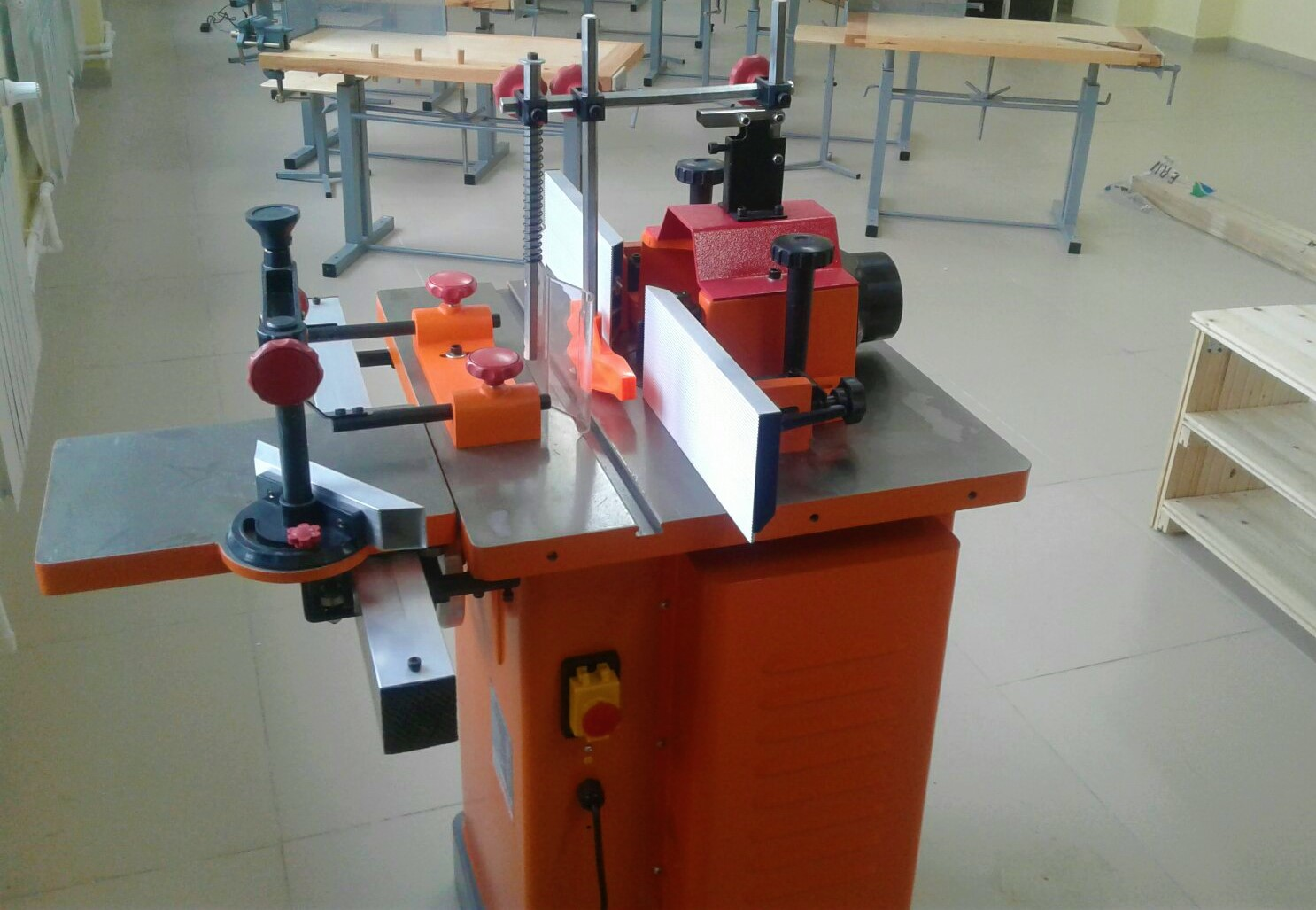
Träbearbetning som fräser maskinen i skolaseminarium

- Bordfräs är en fräsmaskin med bord för större arbetsstycke med ett vertikalt anhåll. Äldre fräsar har få inställningar av rotationshastigheten, hastigheten ändrades genom att operatören lade om maskinens drivrem till ett större eller mindre drivhjul. En modern bordfräs har flera hastigheter som regleras med en elektrisk väljare och har ett betydligt större varvtal cirka 12000 varv per minut att jämföra med äldre maskiner som har ett varvtal på cirka 6000 varv per minut.

En del fräsmaskiner är utrustade med ett bord som kan lutas i olika vinklar, det gör att operatören ej behöver använda olika fräsverktyg i den omfattningen. Bordsfräsen är utrustad med ett matarverk varmed arbetsstycket får en kontinuerlig hastighet mot frässtålet eller kuttern. 
- Kopierfräsmaskin är en maskin för att kopiera från mallar eller schabloner till ett färdigt alster. Kopierfräsen arbetar oftast med ett varvtal som är över 20 000 per minut, frässtålen till den här maskinen har en liten radie 10 – 30 mm.

## Fanermaskiner
- Fanerpress är en maskin för att pressa till exempel faner på skivor. Maskinen består av två bord i metall liggande över varandra, det övre bordet rörligt det undre fast. Fanerpressen har bordsytor med värme för att korta ned härdningen av limmet till endast någon minut.
- Fanerklipp är en maskin för att klippa till fanerbladen till önskad storlek innan de läggs samman på arbetsstycket för att efter pressas samman.

## Cirkelsågar

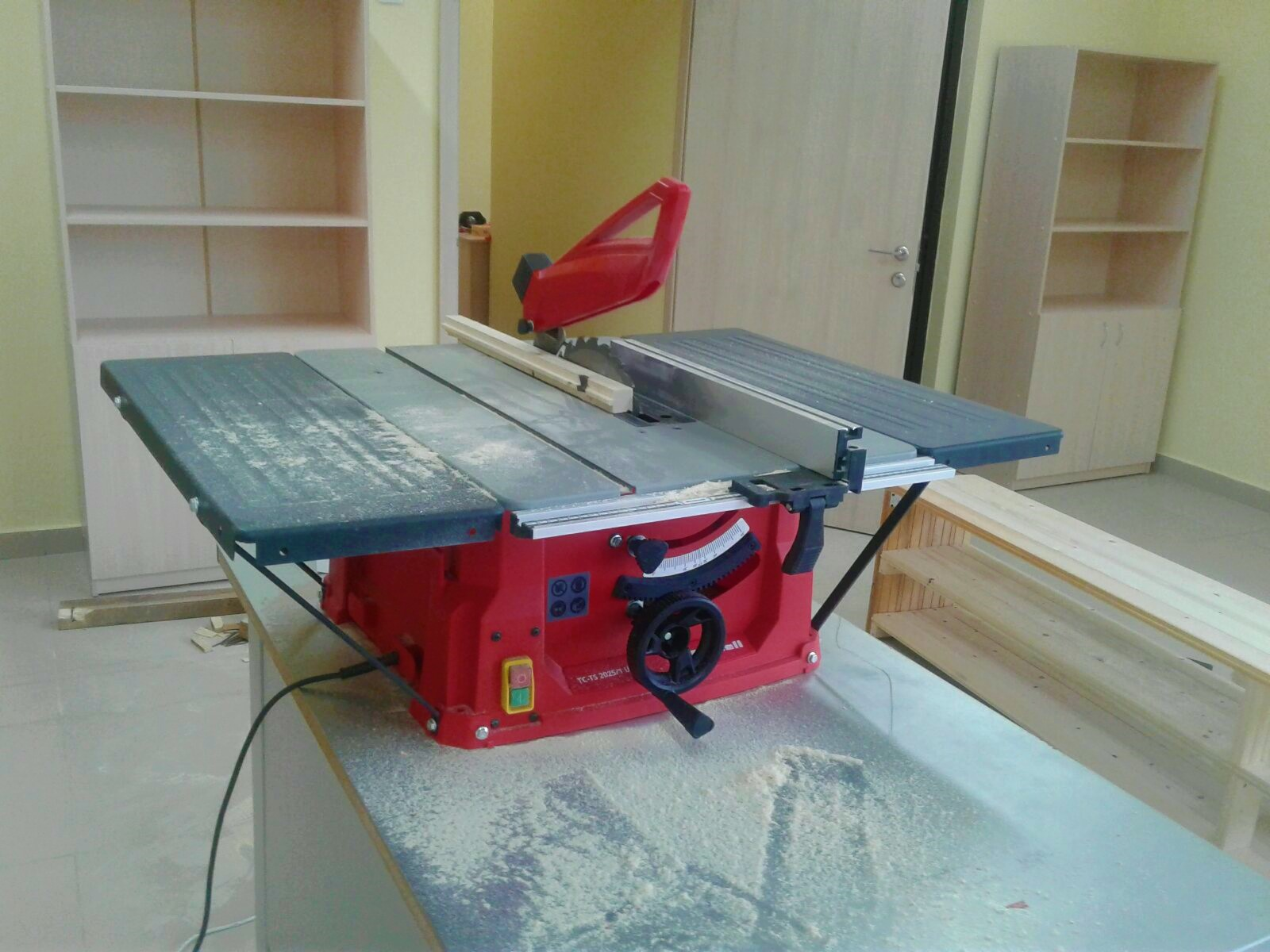
Träbearbetningssågverk i en skolverkstad

- Justersåg är en cirkelsåg för kapning av arbetsstycken i exakta längder eller formatsågning av träskivor
- Klyvsåg är en cirkelsåg med bord och en sågklinga som kan ställas i höjdled, med en klyvsåg sågas plank till önskad bredd mot anhållet. Klyvsågar finns i olika utförande med eller utan matarverk, eller storlekar på maskiner.

## Hyvelmaskiner
- Planhyvel är en sluten maskin för att hyvla virke till en viss tjocklek, virket matas maskinellt mot kutter
- Rikthyvel är en maskin där virket matas för hand av operatören mot kuttern. Med rikthyveln hyvlas en eller två sidor av ett trästycke rakt. För att göra två sidor parallella och träbiten jämntjock används planhyveln.